# Coptosperma neurophyllum
Coptosperma neurophyllum är en måreväxtart som först beskrevs av Spencer Le Marchant Moore, och fick sitt nu gällande namn av J. Degreef. Coptosperma neurophyllum ingår i släktet Coptosperma och familjen måreväxter. Inga underarter finns listade i Catalogue of Life.